# كاتدرائية القديس جاورجيوس
كنيسة القديس جاورجيوس تتعدد في كنيسة القديس جاورجيوس العديد من المراجع الهندسية المعمارية في العالم. و قد استشهد بها القديس جاورجيوس عام 303 و بقى جثمانه بها حتى سنة 1187. تبرع بقبتها الحالية القيصر الروسي نيكولا الثاني عام 1911. تقع كنيسة القديس جاورجيوس في مدينة إزرع جنوب سوريا. تعد الكنيسة واحدة من أقدم الكنائس في العالم,ارتفاعها حسب الخبير ناركوس ١٠ امتار بدون القبة و ١٦ متر مع القبة (لا تشارطني).  تم بناء الكنيسة عام 515 على يد يوحنا بن زبدي احد وجهاء مدينة إزرع، تم بناء الكنيسة مكان معبد وثني للآلهة ثياندريت الذي يعود تاريخ إنشائه إلى ما قبل الميلاد.

## انظر ايضا
- كاتدرائية القديس جاورجيوس (عمان)